# Choratan
Choratan (en arménien Չորաթան) est une communauté rurale du marz de Tavush, en Arménie. Elle compte 1 060 habitants en 2008.